# Boja acadèmia de policia 3
Boja academia de policia 3 (títol original: Police Academy 3: Back in Training) és una pel·lícula estatunidenca dirigida per Jerry París, estrenada l'any 1986.
És el tercer lliurament de la sèrie Police Academy.
Ha estat doblada al català

## Argument
Una de les dues escoles de policia del districte ha de tancar. N'hi ha prou amb aquesta notícia per despertar la vella rivalitat que oposa des de sempre els establiments que dirigeixen respectivament Lassard i Mauser, quan un jurat de personalitats és encarregat d'efectuar una enquesta destinada a nomenar la millor escola. Mentre que Mauser intenta simplement d'arruïnar la reputació del seu rival, Lassard apel·la als seus gloriosos ancians, Mahoney, Hightower, Tackleberry i alguns altres, per dispensar ràpidament i eficaçment als alumnes la formació que mai no han rebut, de la mateixa manera és cert que Lassard roman el boig dolç que sempre ha estat...

## Repartiment
- Steve Guttenberg: Sergent Carey Mahoney
- Bubba Smith: Sergent Moses Hightower
- David Graf: Sergent Eugene Tackleberry
- Michael Winslow: Sergent Larvell Jones
- Marion Ramsey: Sergent Laverne Hooks
- Bruce Mahler: Sergent Douglas Fackler
- Leslie Easterbrook: Tinent Debbie Callahan
- Art Metrano: comandant Mauser
- Lance Kinsey: Tinent Proctor
- Tim Kazurinsky: Cadet Sweetchuck
- Bob Goldthwait: Cadet Zed
- Brian Tochi: Cadet Nogata
- George Gaynes: comandant Eric Lassard
- Shawn Weatherly: Cadet Karen Adams
- Scott Thomson: Sergent Chad Copeland
- Brant von Hoffman: Sergent Kyle Blanks
- Arthur Batanides: Mr. Kirkland
- R. Christopher Thomas: Cadet Baxter #1
- David James Elliott: Cadet Baxter #2

## Al voltant de la pel·lícula
- Art Metrano, que interpreta el comandant Mauser serà, poc després del final del rodatge, víctima d'una caiguda al seu domicili i quedarà paraplègic.
- Shawn Weatherly és una antiga reina de bellesa que va ser elegida Miss USA i Miss Univers l'any 1980.[3]
- Cadet Zed no és altre que el vell cap dels Cradocks, en el segon lliurament. A continuació es pot pensar que després de la seva detenció, la justícia li ha deixat la tria entre entrar a l'acadèmia de policia o anar a la presó, com va fer Mahoney al començament de la primera pel·lícula.
- El director Jerry Paris signa aquí el seu últim llargmetratge, ja que el director va morir només alguns dies després de l'estrena de la pel·lícula.